# YENTOWN
YENTOWN（イエンタウン）は、日本のヒップホップ・クルー／コレクティブ。2015年ごろにChaki Zuluを中心として結成され、東京・渋谷のパーティ「YENJAMIN」をハブにMC、DJ、プロデューサー、映像／ファッションなど多分野のクリエイターが集う集団として活動する。結成10周年にあたる2025年には、クルー名義では初となるアルバム『Y.E.N.』を発表した。

## 概要
クルー名は、映画『スワロウテイル』（1996年）に登場する「円都（イェン・タウン）」の語感やモチーフに触発されているとメンバーが述べている。kZm, PETZ, JNKMN, Awich, MonyHorseなどのラッパーの存在感に加え、Chaki Zulu、MARZY, DJ JAM、U-Lee、Nabewalks、WATAPACHI、Ryuwらプロデューサー／DJ陣の制作体制が特徴で、クルー内でパッケージまで一貫して手がけるセルフメイド志向が強い。

## 来歴
- 2015年 - 渋谷の「YENJAMIN」周辺の面々を中心に結成[8]。
- 2016年-2017年 - 派生ユニットMONYPETZJNKMN（MonyHorse、PETZ、JNKMN）がミニアルバム『上』『下』（2016年）やアルバム『磊』（2017年）を発表し注目を集める（→#派生・関連プロジェクト）。ライブやコラボレーションを通じてクルーの知名度を拡大。
- 2024年 - レッドブル企画「RASEN」出演や大型フェスへの出演など、クルーとしての露出が増加。5月、YENTOWN名義での初シングル「不幸中の幸い」を配信リリースし、同曲をPOP YOURS 2024で披露[9][10]。9月、Nas『Illmatic』30周年記念の大阪公演にゲスト出演が発表され、話題となる[11][12]。
- 2025年 - 初のクルー名義アルバム『Y.E.N.』（全16曲）を6月25日に配信リリース。メンバーおよびクルー内プロデューサーのみで制作され、同日に「Y.E.N.T.O.W.N.」のMVを公開。〈New Era〉との記念コラボキャップも発売された[13][14][15][16]。

## メンバー

### 現メンバー（主要）
- kZm（MC）
- Awich（MC）
- PETZ（MC）
- MonyHorse（MC）
- JNKMN（MC）
- Chaki Zulu（プロデューサー）
- MARZY（DJ）
- DJ JAM（プロデューサー／DJ）
- U-Lee（プロデューサー）
- Nabewalks（プロデューサー）
- WATAPACHI（プロデューサー）
- Ryuw（プロデューサー）

### 元メンバー
- kiLLa（ヒップホップ・クルー）— 2015年春、kZmらが「kiLLaとしてYENTOWNに加入」[20]。その後「昨年冬（＝2016年冬）にkiLLaがYENTOWNを脱退」と報じられている[21]。当時のkiLLaの主な構成員には、YDIZZY、BLAISE、Arjuna、KEPHA、NO FLOWERなどが含まれる[22][23]。なお、kiLLaのメンバーが参加したYENTOWN名義の楽曲「Seven Sinners」は2015年にYENTOWNから配信されている[24][25]。

- LISACHRIS（DJ／ビートメイカー）— 2016年までYENTOWNに在籍し、その後ソロへ転じたと複数媒体が伝える[26][27][28][29]

## 音楽性と評価
トラップ以降のサウンドに根ざしつつ、各メンバーの多様なバックグラウンドを反映したビート／フロウが特徴。クルー内のプロデューサー陣による「内製」の制作体制がアルバム『Y.E.N.』でも前面化しており、セルフメイドの完成度が評価された。2024年には大型企画やフェスに出演し、Nas大阪公演のゲスト出演発表などでヒップホップ・リスナー以外にも存在感を広げた。

## 作品

### アルバム（クルー名義）
- Y.E.N.（2025年6月25日、配信）— 全16曲。クルーのメンバーと内製プロデューサーのみで制作。リリース当日に「Y.E.N.T.O.W.N.」のMVを公開[34][35]。

### シングル（クルー名義）
- 「不幸中の幸い」（2024年5月15日、配信）— kZm、PETZ、JNKMN、Awich、MonyHorse、U-LEE参加[36][37]。

### 主なミュージック・ビデオ（クルー名義）
- 「不幸中の幸い」（2024年）[38]。
- 「Y.E.N.T.O.W.N.」（2025年）[39]。

## 主な出演
- POP YOURS 2024（幕張メッセ、DAY 1 出演）— 「不幸中の幸い」をライブ披露[40]。
- Nas “Illmatic 30th Anniversary” 日本公演（大阪）ゲスト出演告知（Zepp Namba, 2024年9月18日公演）[41][42]。

## 派生・関連プロジェクト
- MONYPETZJNKMN — MonyHorse、PETZ、JNKMNによるユニット。2016年にミニアルバム『上』『下』、2017年にアルバム『磊』を発表するなど、YENTOWNの初期躍進を牽引した[43][44]。